# Плейку (аэропорт)
Аэропорт Плейку (вьет. Sân bay Pleiku, ИАТА: PXU, ИКАО: VVPK) — вьетнамский коммерческий аэропорт регионального класса, расположенный в городе Плейку (провинция Зялай).

## История
В декабре 1962 года небольшой аэродром в Плейку был взят под контроль ВВС Южного Вьетнама (VNAF) и использовался в дальнейшем в качестве авиабазы 62. В период Вьетнамской войны аэродром стал одной из основных авиационных баз для сил VNAF и Военно-воздушных сил США.
После 1975 года аэропорт приступил к обслуживанию коммерческих авиаперевозок.